# Maksim Tishkin
Bản mẫu:Eastern Slavic name
Maksim Viktorovich Tishkin (tiếng Nga: Максим Викторович Тишкин; born vào ngày 11 tháng 11 năm 1989) là một cầu thủ bóng đá người Nga. Anh chơi ở vị trí right back cho F.K. Baltika Kaliningrad.